# Potentilla eversmanniana
Potentilla eversmanniana är en rosväxtart som beskrevs av Fischer och Carl Friedrich von Ledebour. Potentilla eversmanniana ingår i Fingerörtssläktet som ingår i familjen rosväxter. Inga underarter finns listade i Catalogue of Life.